# Baconton (Georgie)
Baconton je město v Mitchell County, v Georgii, ve Spojených státech amerických. Žije zde 856 obyvatel.

## Demografie
Podle sčítání lidí v roce 2000 žilo ve městě 804 obyvatel, 289 domácností, a 212 rodin. V roce 2011 žilo ve městě 419 mužů (45,8 %), a 496 žen (54,2 %). Průměrný věk obyvatele je 35 let.